# 빅비 (미시시피주)
빅비(Bigbee)는 미국 미시시피주 먼로군에 위치한 비법인지구이다.
빅비는 미시시피 하이웨이 6(미시시피 하이웨이 371과 교차점에 근접한 도로)의 에이모리 북서쪽 북위 34° 00′ 58″ 서경 88° 31′ 09″ / 북위 34.01611°  서경 88.51917° 에 위치해 있다. 미국 지질조사국에 따르면 이 지역의 다른 이름은 존슨스 밀(Johnsons Mill)이다.
빅비의 이름은 이스트 포크 톰빅비 리버의 준말이다.